# Třída Explorer (2025)
Třída Explorer je třída perspektivních výzkumných lodí námořnictva Spojených států amerických. Jejich hlavním úkolem je sběr akustických signálů vydávaných nepřátelskými ponorkami za účelem posílení vlastních kapacit v protiponorkovém boji. Plavidla bude provozovat Military Sealift Command (MSC). Celkem je plánována stavba až sedmi jednotek této třídy. Ve službě mají nahradit pět plavidel tříd Victorious a Impeccable.

## Stavba
V listopadu 2021 americké námořnictvo zveřejnilo žádost o návrhy (Request for Proposals, RFP) v programu označovaném TAGOS(X) a později v na podrobnou smlouvu o návrhu a výstavbě programu pro stavbu lodí pro sledování oceánů TAGOS-25, dříve označovaného jako TAGOS(X). V květnu 2023 získala zakázku na podrobný návrh a stavbu až sedmi jednotek této třídy americká loděnice Austal USA v Mobile. V případě stavby všech sedmi jednotek měla jejich cena dosáhnout přibližně 3,2 miliardy dolarů. Dokončení návrhu bylo očekáváno v listopadu 2024. Austal USA v programu spolupracuje se společnostmi L3Harris Technologies, Noise Control Engineering (NCE), TAI Engineering a Thoma-Sea Marine Constructors. Plavidla postaví loděnice Austal USA v Mobile ve svém novém zařízení pro stavbu ocelových plavidel. Předtím se tato loděnice zaměřovala na plavidla ze slitin hliníku. Dodání bylo plánováno na rok 2025. Dne 10. ledna 2025 ministr námořnictva Carlos Del Toro zveřejnil jména prvních dvou plavidel.
Jednotky třídy Explorer:
| Název                           | Zahájení stavby | Spuštěna na vodu | Uvedena do služby | Poznámka  |
| ------------------------------- | --------------- | ---------------- | ----------------- | --------- |
| USNS Don Walsh (T-AGOS 25)      |                 |                  |                   | objednána |
| USNS Victor Vescovo (T-AGOS 26) |                 |                  |                   | objednána |

## Konstrukce
Plavidla mají koncepci katamaránu typu SWATH (Small Waterplane Area Twin Hull). Hlavním senzorem plavidla je vlečné pasivní sonarové pole s dlouhým dosahem AN/UQQ-2 SURTASS (Surveillance Towed Array Sensor System). Nejvyšší rychlost dosahuje dvacet uzlů.